# Jorge Aguirre
Jorge David Aguirre Wardi (2 januari 1962) is een voormalig judoka uit Argentinië, die zijn vaderland vertegenwoordigde bij de Olympische Spelen in 1992 (Barcelona). Daar werd hij voortijdig uitgeschakeld in de klasse tot 95 kilogram, nadat hij een jaar eerder de bronzen medaille had gewonnen in dezelfde gewichtsklasse bij de Pan-Amerikaanse Spelen.

## Erelijst

### Pan-Amerikaanse Spelen
- – 1991 Havana, Cuba (– 95 kg)

### Pan-Amerikaanse kampioenschappen
- – 1980 Isla Margarita, Venezuela (– 78 kg)
- – 1982 Santiago, Chili (– 86 kg)
- – 1988 Buenos Aires, Argentinië (– 95 kg)
- – 1990 Caracas, Venezuela (– 95 kg)
- – 1992 Hamilton, Canada (– 95 kg)
- – 1994 Santiago, Chili (– 95 kg)